# Midsommardagen
Midsommardagen är inom Svenska kyrkan en helgdag, som infaller lördagen mellan den 20 och den 26 juni, alltså midsommarveckoslutets lördag, och tillsammans med Johannes döparens dag bildar en dubbelhelg.
Fram till 1952 firade också Svenska kyrkan midsommar på den helige Johannes Döparens dag, den 24 juni, och högtiden kom efterhand att handla mer om sommaren och skapelsen än om Johannes. Som en anpassning till detta är sedan 2003 års evangeliebok midsommardagen en egen helgdag, medan Johannes firas på söndagen.
Dagens liturgiska färg är grön.
Temat för dagens bibeltexter enligt evangelieboken är Skapelsen:, och en välkänd text är Paulus tal till atenarna på Areopagen, där han retoriskt framför att atenarna redan känner den kristna guden, eftersom de även byggt ett altare med texten "Åt en okänd gud". Han säger också
I honom är det vi lever rör oss och är till
De här bibelställena är de texter som enligt evangelieboken används för att belysa dagens tema:
| Första årgången                     | Andra årgången                        | Tredje årgången                       | Psaltarpsalm |
| 1 Mos 1:1-13 Apg 14:15-17 Joh 1:1-5 | Job 12:7-13 Apg 17:22-31 Matt 6:25-30 | 1 Mos 9:8-17 Kol 1:21-23 Mark 6:30-44 | Ps 104:1-13  |

Föregående dag i evangelieboken: Jungfru Marie bebådelsedag

Följande dag i evangelieboken:  Den helige Johannes Döparens dag